# بیبتاون (اوهایو)
بیبتاون (به انگلیسی: Beebetown) یک منطقهٔ مسکونی در ایالات متحده آمریکا است که در شهرستان مدینا، اوهایو واقع شده‌است. بیبتاون ۲۸۷٫۱۳ متر بالاتر از سطح دریا واقع شده‌است.